# Raadhuis van Westzaan

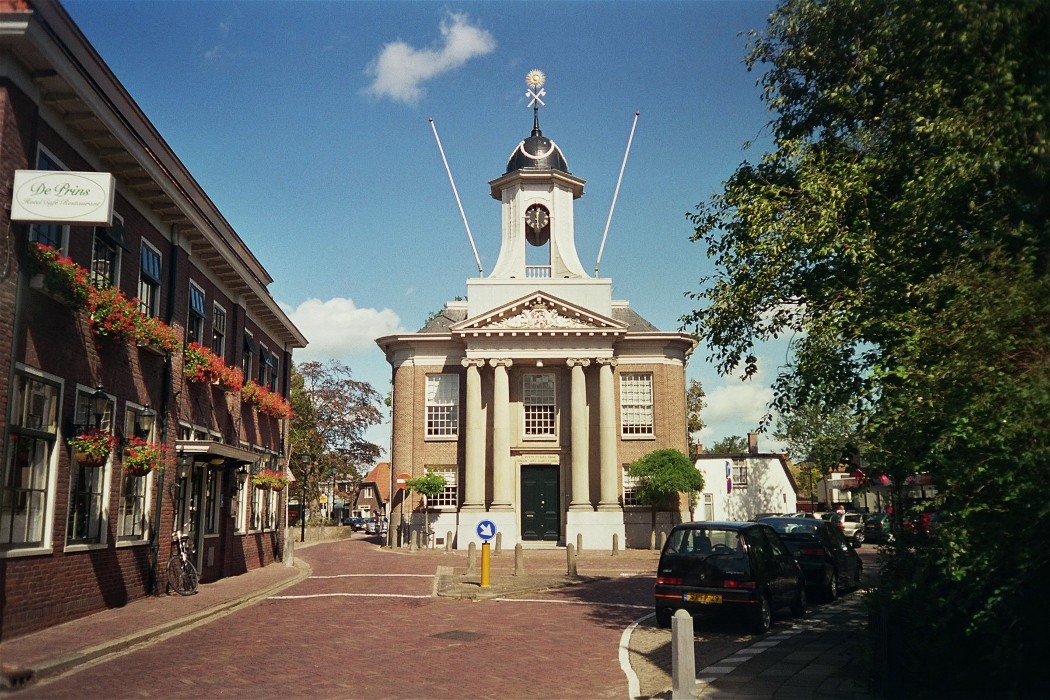
Het recht- en raadhuis

Het raadhuis van Westzaan is een voormalig rechthuis ('t Reghthuys') en voormalig raadhuis dat in 1781-1783 werd gebouwd. Het ontwerp was van Johan Samuel Creutz, een van de directeuren van de stadsfabriek van Amsterdam. Het werd gebouwd in opdracht van de schout van de banne Westzaan, Simon Jongewaard Jr (1733-1818), die ook op 13 februari 1783 de inwijdingsrede hield . Zijn zoon Simon Simonides Jongewaard had op 29 maart 1781 de eerste steen gelegd. Het rijksmonument staat in het hart van het dorp, in een beschermd dorpsgezicht. In het gebouw hangen de wapens van Westzaan, Westzaandam, Zaandijk, Wormerveer en Koog aan de Zaan, die alle identiek zijn aan het wapen van de Banne: een kroon met 9 parels.

## Geschiedenis
Van de dorpen op de westoever van de Zaan was Westzaan het moederdorp, en speelde lange tijd een belangrijke rol op bestuurlijk gebied. Dat getuigt het Regthuys, gebouwd in 1781-1783, dat een van de eerste stenen gebouwen in de Zaanstreek was. Het gebouw fungeerde als rechthuis voor de Banne Westzaan, en verving een veel eenvoudiger voorganger met trapgevel uit 1641.
Tussen 1820 en 1974 was het gebouw in gebruik als raadhuis van de gemeente Westzaan.

## Architectuur
Het Rechthuis heeft de vorm van een compacte kubus van twee bouwlagen, met afgeronde hoeken, een zeer laag schilddak dat van de straat af amper zichtbaar is, en aan de ingangszijde een koepeltorentje boven een door driehoekig fronton bekroonde Ionische zuilenportiek. Het Rechthuis is het oudste gerealiseerde profane gebouw in Nederland met een dergelijke grote ingangsportiek met (in dit geval vier) vrijstaande zuilen, dat daarmee tevens een van de eerste belangrijke voorbeelden vormt van de nieuwe neoclassicistische stijl die van de jaren tachtig de toon ging zetten . Drie andere, net iets jongere voorbeelden vormen het allang verdwenen Rechthuis in Westkapelle (1783, Coenraad Kayser), het Teylers Hofje in Haarlem (1785-1787, Leendert Viervant) en het Sint-Jacobsgasthuis in Schiedam (1786-1789, Jan Giudici). Dankzij uitgave van de bouwtekeningen in prentvorm raakte Creutz' ontwerp voor het Rechthuis bij een breder publiek bekend . Het gebouw zou in 1845 nog de inspiratiebron vormen voor een onuitgevoerd gebleven ontwerp van de stadstekenmeester van Zaandam, Herman Thepass, voor een nieuw Stadhuis in Zaandam 